# Resolutie 478 Veiligheidsraad Verenigde Naties
Resolutie 478 van de Veiligheidsraad van de Verenigde Naties werd op 20 augustus 1980 uitgevaardigd. Deze resolutie werd aangenomen met veertien tegen nul stemmen, bij één onthouding door de Verenigde Staten. De Veiligheidsraad verklaarde de nieuwe Israëlische wet die Jeruzalem uitriep tot "eeuwige en ondeelbare hoofdstad" nietig en riep landen met diplomatieke missies in deze stad op deze daar weg te halen.

## Achtergrond
Na de Arabisch-Israëlische Oorlog van 1948 was de stad Jeruzalem in tweeën gedeeld. Het moderne West-Jeruzalem was in Israëlische handen. Het oude deel van stad was veroverd en vervolgens geannexeerd door Jordanië. Tijdens de Zesdaagse Oorlog in juni 1967 veroverde Israël dit deel van de stad en begon het opnieuw in te palmen. Oost-Jeruzalem werd bestuurlijk samengevoegd met West-Jeruzalem. Vervolgens verschenen de Israëlische nederzettingen in de bezette gebieden, waaronder Oost-Jeruzalem, waaraan de Palestijnen steeds meer grondgebied verloren.
Op 30 juli 1980 nam de Knesset een basiswet aan die van Jeruzalem de "eeuwige en ondeelbare hoofdstad van Israël" maakte, ondanks dat de Veiligheidsraad het land had verzocht hierop terug te komen.

## Inhoud
De basiswet aangaande Jeruzalem en Israëls weigering te voldoen aan de resoluties van de Veiligheidsraad werden in de krachtigste bewoordingen veroordeeld. De wet was een schending van het internationaal recht. De Vierde Geneefse Conventie inzake de bescherming van burgers in oorlogstijd bleef van toepassing in de gebieden die Israël in 1967 bezette, waaronder ook Oost-Jeruzalem. Elke wet of bestuurlijke maatregel door Israël als bezettingsmacht opgelegd in Jeruzalem, die het karakter en status van de stad zouden wijzigen, in het bijzonder de basiswet inzake Jeruzalem, was nietig en moest onverwijld worden ingetrokken. Deze wet stond een duurzame vrede in het Midden-Oosten in de weg.
De Veiligheidsraad besloot deze basiswet niet te erkennen. De raad riep alle lidstaten op om die beslissing te aanvaarden en diplomatieke missies die ze in Jeruzalem zouden hebben daar weg te halen.

## Verwante resoluties
- Resolutie 303 Algemene Vergadering Verenigde Naties (1949)
- Resolutie 298 Veiligheidsraad Verenigde Naties (1971)
- Resolutie 476 Veiligheidsraad Verenigde Naties

Lijst ·  462 ·  463 ·  464 ·  465 ·  466 ·  467 ·  468 ·  469 ·  470 ·  471 ·  472 ·  473 ·  474 ·  475 ·  476 ·  477 ·  478 ·  479 ·  480 ·  481 ·  482 ·  483 ·  484